# Faux et Usage de faux (film)
Pour les articles homonymes, voir Faux et usage de faux.
Pour plus de détails, voir Fiche technique et Distribution.
Faux et Usage de faux est un film français de Laurent Heynemann sorti en 1990. Il est inspiré de l'affaire Émile Ajar.

## Synopsis
Le célèbre écrivain Anatole Hirsch ne veut plus voir associé son nom à son style. Il veut écrire autre chose sous un autre nom. Il choisit son neveu Martin pour endosser l'identité d'un romancier tout à fait différent : Emile Arthus, qui recevra le prix Goncourt pour son livre Les Voisins du zéro.

## Fiche technique
- Titre : Faux et Usage de faux
- Réalisation : Laurent Heynemann
- Scénario : Chrystel Egal, Laurent Heynemann et Jean-Marc Roberts d'après L'homme que l'on croyait de Paul Pavlowitch
- Musique : Philippe Sarde
- Genre : drame
- Pays :  France
- Année : 1990
- Durée : 97 min

## Distribution
- Philippe Noiret : Anatole Hirsch
- Robin Renucci : Martin
- Laure Killing : Sylvie
- Monique Chaumette : Gisèle Laumière
- Caroline Sihol : Jacqueline Ségur
- François Perrot : Daniel Laumière
- Jean-Claude Brialy : Charles Laumière
- Bernard Pivot : En personne
- Maher Kamoun : Rachid
- Philippe Morier-Genoud : Delplaire, le critique
- Jean-Pierre Sentier : Pierre Leclerc
- Michel Albertini : Me Belleche
- France Anglade : La femme de Charles
- Viviane Blassel : La femme de Daniel
- Marc Betton : Garaud
- François Borysse : Le concierge d'Anatole
- Gérard Carmand : Le concierge de l'hôtel à Vezelay
- Colette Charbonneau : La concierge des éditions de Décembre
- Claude Duneton : Lesterlin
- Sylvie Flepp : La journaliste
- Béatrice Houplain : Éléonore
- Yves Kerboul : Me Jeanne
- Gérald Laroche : L'assistant de Bernard Pivot
- Caroline Lemaire : Cléa
- Jean-Jacques Levessier : Thomas Laumière
- Isabelle McDonald : La jeune femme au caméléon
- Isabelle Maltese : La visiteuse
- Jeanne Marine : Marjorie
- Christophe Merian : Le réceptionniste de l'hôtel suisse
- Edmond Neghza : Le coursier
- Jean Nora : Le président
- Fabienne Pauly : Marie-Pierre
- Didier Rousset : Le garçon de l'hôtel à Vezelay
- Charles Schmitt : Francesca
- Albert Simono : Le directeur de l'hôtel à Vezelay
- Guy Séligmann : Le libraire
- Noël Simsolo :
- Lisa Thoresen : La femme de l'agence à Copenhague
- Michel Vuillermoz : Le garçon chez Lipp

## Autour du film
Le film s'inspire de l'histoire Romain Gary : il a écrit sous le pseudonyme d'Émile Ajar, son neveu Paul Pavlowitch se faisait passer pour Émile Ajar et gagna le prix Goncourt. Mais la supercherie fut découverte plus tard.